# خافيير سولير (لاعب كرة قدم)
خافيير سولير (بالإسبانية: Javier Soler Gandia)‏ هو لاعب كرة قدم إسباني في مركز الدفاع، ولد في 20 فبراير 1997 في Ontinyent ‏ في إسبانيا. لعب مع Atlético Levante UD ‏.

## وصلات خارجية
- خافيير سولير على موقع قاعدة بيانات كرة القدم.إي يو (الإنجليزية)
- خافيير سولير على موقع Soccerway.com (الإنجليزية)